# 华侨路街道
华侨路街道，是中国江苏南京鼓楼区下属的一个街道办事处。面积3.56平方千米。
目前，该街道下辖华侨路、广州路、明华新村、慈悲社、峨嵋岭、虎踞关、红土山、石头城、龙蟠里、五台花园、东瓜市、清凉山、怡景花园13个社区。办事处驻明华新村14号。

## 资料来源
中国行政区划·鼓楼区（页面存档备份，存于）